# Elizabeth Addo
Elizabeth Addo (Accra, 1º settembre 1993) è una calciatrice ghanese, attaccante del North Carolina Courage e della nazionale ghanese.

## Palmarès

### Club
- Campionato nigeriano: 1

Rivers Angels: 2014
- Campionato ungherese: 1

Ferencváros: 2015-2016
- Campionato serbo: 1

Spartak Subotica: 2014-2015
- Campionato cinese: 1

Jiangsu Suning: 2019
- Coppa di Nigeria femminile: 2

Rivers Angels: 2013, 2014
- Coppa di Ungheria femminile: 1

Ferencváros: 2015-2016
- Coppa di Serbia femminile: 1

Spartak Subotica: 2014-2015
- Chinese Women's FA Cup: 1

Jiangsu Suning: 2019
- Chinese Women's FA Tournament: 1

Jiangsu Suning: 2019
- Chinese Women's Super cup: 1

Jiangsu Suning: 2019

### Nazionale
- Campionato africano u-20 femminile: 2

2010, 2012